# ATR 42
ATR 42 là một máy bay chở khách cấp vùng chặng ngắn hai động cơ tuốc bin cánh quạt, được chế tạo tại Pháp bởi ATR. Cái tên "42" xuất phát từ số lượng ghế hành khách của nó, trong khoảng 40 tới 50. Chiếc máy bay này là mẫu cơ bản của loại ATR 72.

## Lịch sử

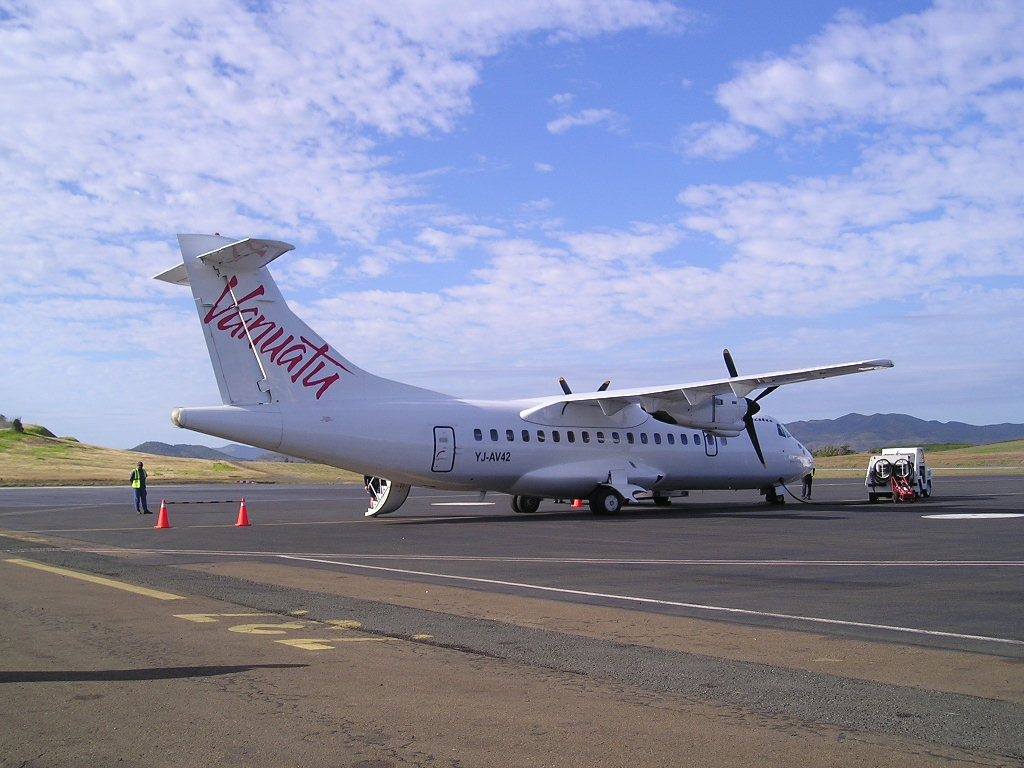
Một chiếc ATR-42-320 của Vanair tại Sân bay Quốc tế Port Vila

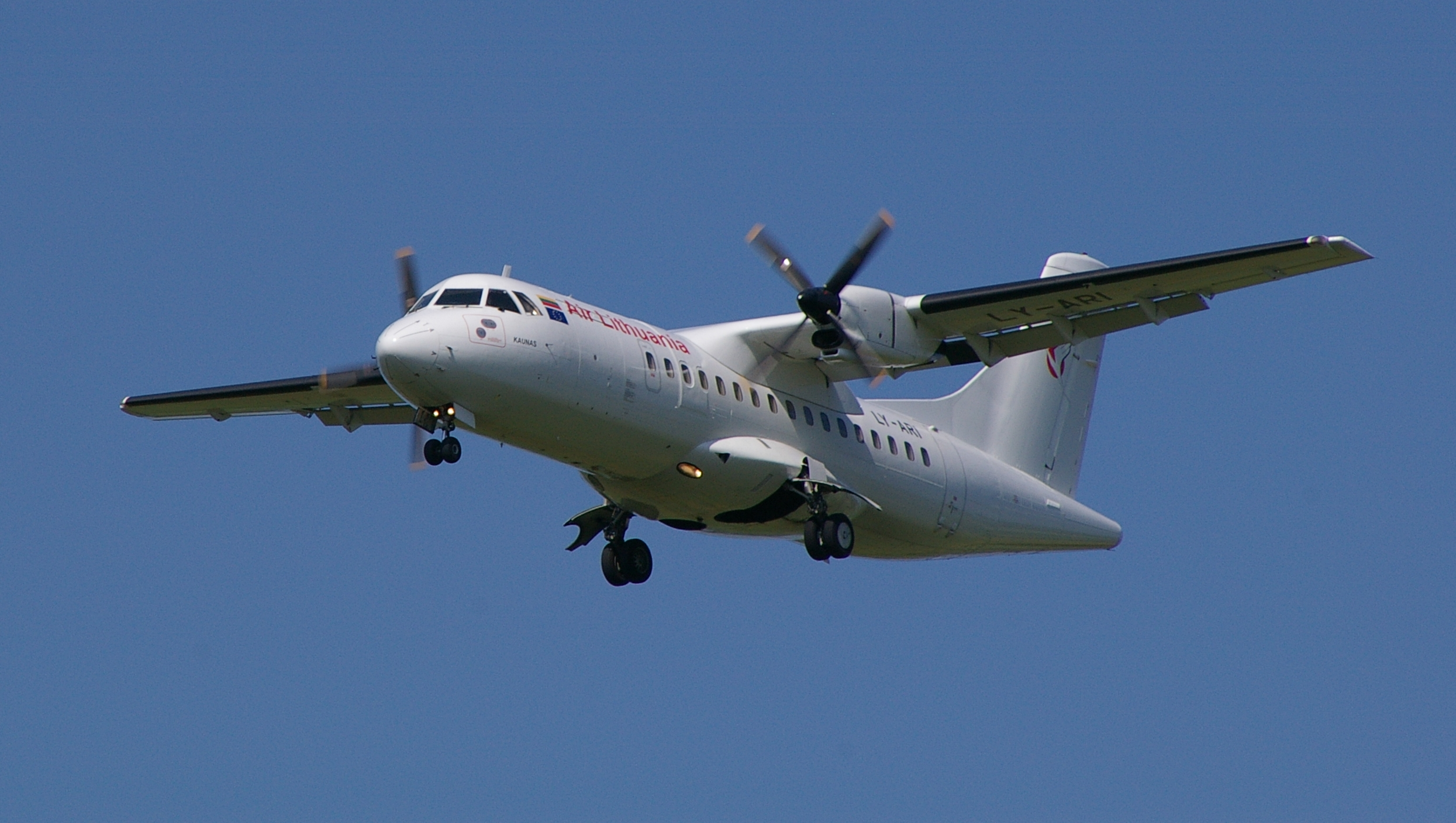
ATR 42 của Air Lithunia

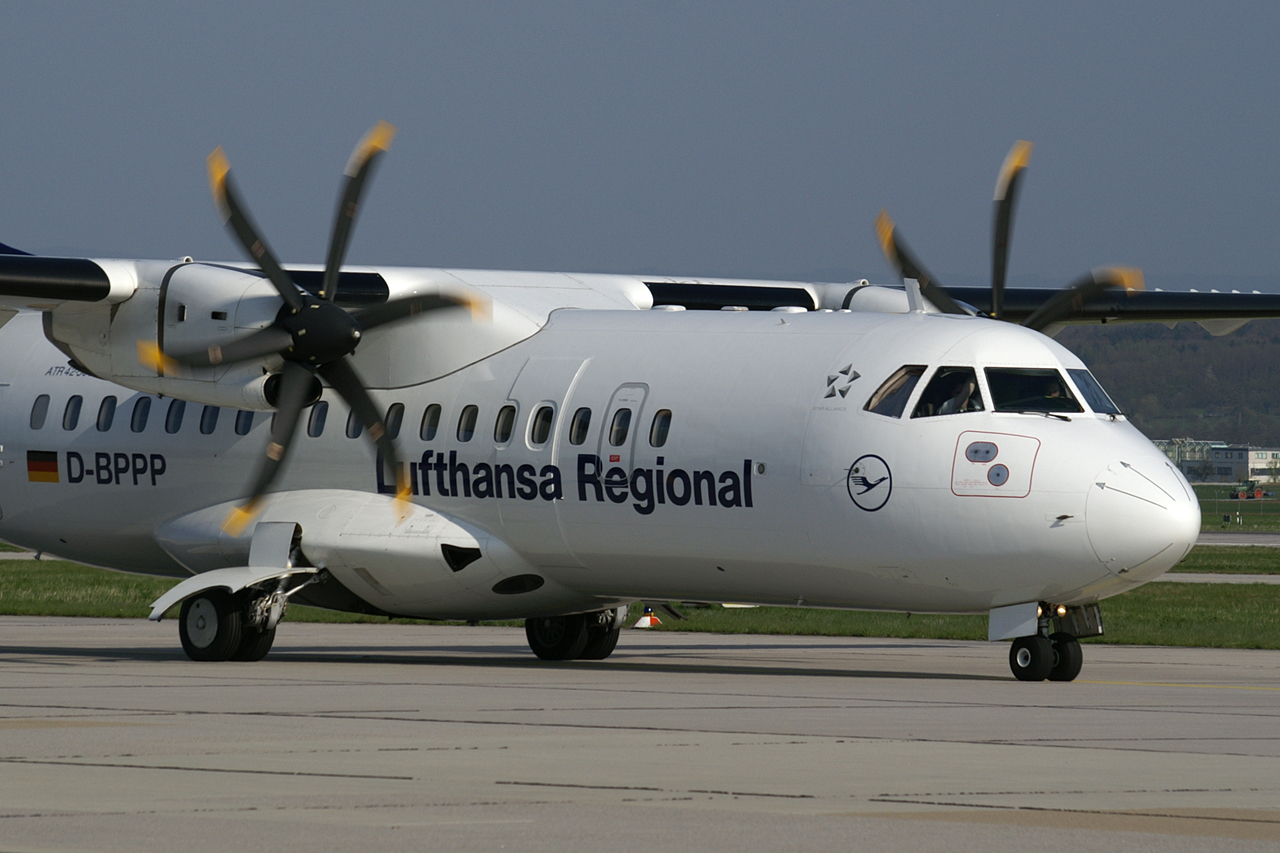
Contact Air/Lufthansa Regional ATR 42 Stuttgart Airport

ATR 42 được thông báo năm 1981, cất cánh lần đầu ngày 16 tháng 8 năm 1984; Giấy chứng nhận của Pháp và Italia được cấp tháng 9 năm 1985 và chuyến bay thương mại đầu tiên của nó diễn ra tháng 12 cùng năm với Air Littoral của Pháp.
Tới tháng 12 năm 2007, 397 chiếc ATR 42 đã được chuyển giao trên toàn thế giới và 18 chiếc khác đang được đặt hàng.

## Biến thể
Có ba biến thể chính của ATR 42.

### ATR 42-300
ATR-300 là nguyên bản của loại ATR 42, sử dụng động cơ Pratt & Whitney Canada PW120 với công suất 2000 shp.

### ATR 42-320
ATR-320 là một phiên bản cải tiến của ATR-300 sử dụng động cơ PW121 (2100 shp).

### ATR 42-500
ATR-500 là phiên bản sản xuất hiện nay. Bên ngoài nó tương tự các phiên bản trước đó ngoại trừ động cơ tuốc binh cánh quạt sáu cánh của PW127E tạo ra công suất 2400 shp để tăng cường tính năng hoạt động trong thời tiết nóng cũng như tăng tốc độ bay tiết kiệm nhiên liệu. Nó cũng có trọng lượng cất cánh tối đa lớn hơn, cho phép chở nhiều hàng hóa và tầm hoạt động (lên tới 1.500 hải lý).

### Khác
Một STC được thành lập để chuyển đổi tất cả các biến thể ATR 42 thành máy bay vận tải. FedEx, UPS, và DHL là hãng điều hành chính của loại này.
ATR 42 "Surveyor" là một phiên bản tuần tra biển của ATR-500, và chở VIP.

## Hãng điều hành chính
- Airlinair (18)
- Aeromar (16)
- Empire Airlines (11)
- Linhas Aereas (10)
- Mountain Air Cargo (10)
- Total Linhas Aereas (9)
- Czech Airlines (8)
- TAROM (7)
- Olympic Airlines (6)
- Pantanal Linhas Aereas (6)
- Pakistan International Airlines (6)
- Dutch Antilles Express (3)

Khoảng 71 đang sử dụng với số lượng nhỏ hơn.
First Air điều hành tám chiếc ATR 42-300 và là hãng đầu tiên trên thế giới cho ATR hạ cánh trên đường băng bằng băng.

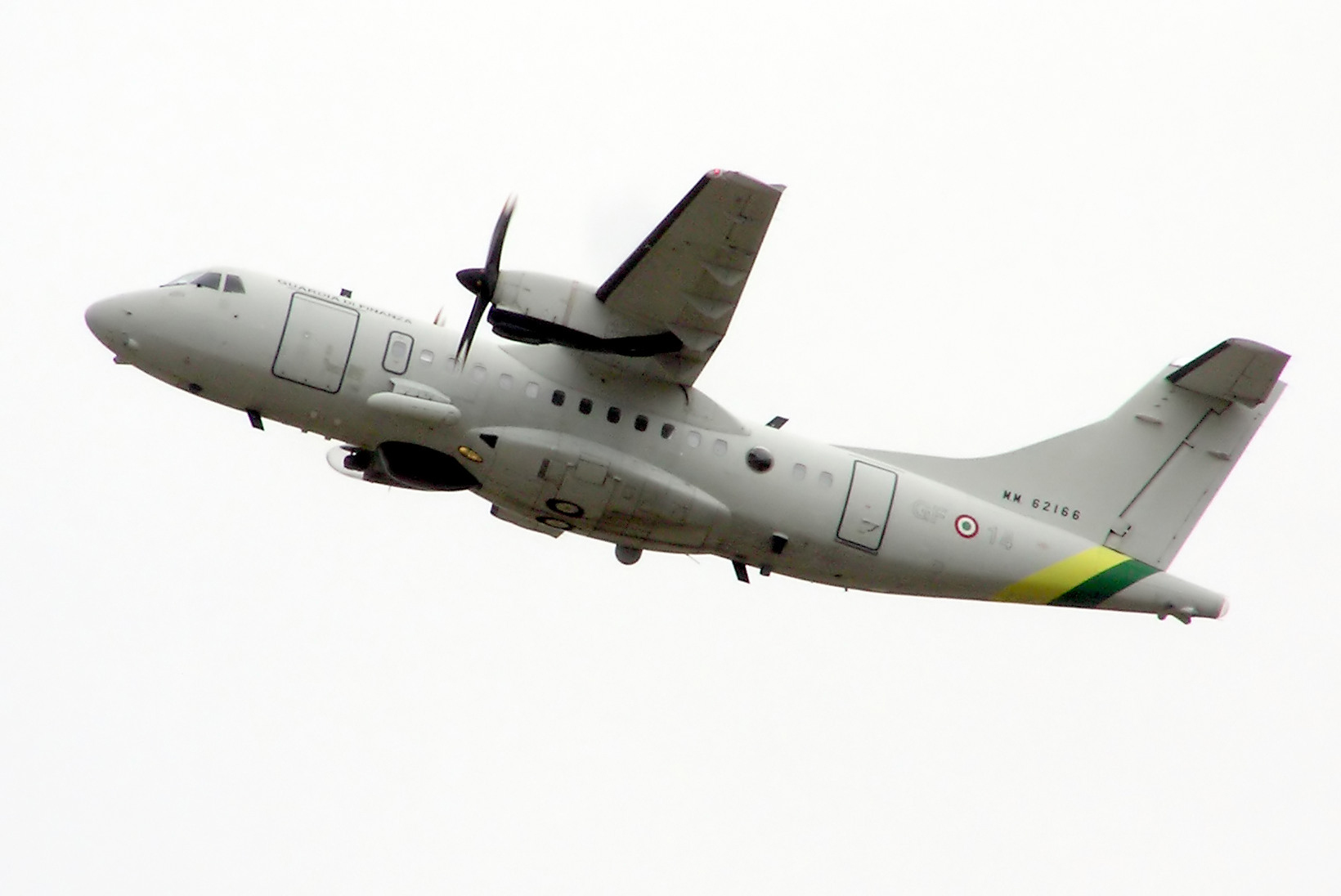
ATR 42MP (MM62166) của Italian Customs Service cất cánh tại Sân bay Quốc tế Hoàng gia Tattoo, Fairford, Gloucestershire, Anh

## Tai nạn và vụ việc
- Ngày 15 tháng 10 năm 1987 một chiếc ATR 42-300 của Aero Transporti Italiani (ATI) đã lao vào núi Crezzo, Itala trong chuyến bay từ Milan-Linate tới Köln, Đức. Tất cả 37 hành khách trên khoang thiệt mạng. Vì băng.
- Ngày 11 tháng 10 năm 1999, một chiếc ATR 42 do cơ trưởng thuộc Air Botswana điều khiển, khi lên không, ông ta yêu cầu nói chuyện với Tổng thống Festus Mogae (người đang công du nước ngoài ở thời điểm đó), giám đốc điều hành Air Botswana và những người khác. Dù mọi nỗ lực thuyết phục ông ta hạ cánh và, ông ta tuyên bố sẽ lao xuống sân bay. Sau khi bay khoảng 2 giờ, ông thực hiện hai vòng bay hạ cánh và sau đó lao xuống đất với tốc độ 200 knots (230 mph) vào hai chiếc ATR 42 khác đỗ trong đường băng. Cơ trưởng là người duy nhất thiệt mạng. Ông ta đã bị cấm bay vì các lý do y tế, và đã từ chối được phục hồi chức vụ.
- Ngày 21/2/2008, một máy bay ATR 42-300 (serial number 028, số đăng bạ YV-1449)của hãng Santa Barbara Airlines, Venezuela này cất cánh từ thành phố miền núi Merida cách thủ đô Caracas cách đó 680 km đã đâm phải một vách núi thuộc dãy Andes ở độ cao 4.000 m. Máy bay nổ tung và bốc cháy. Địa điểm tai nạn thuộc khu vực Los Conejos, Vườn quốc gia Sierra La Culata.

Toàn bộ 43 hành khách và phi hành đoàn 3 người thiệt mạng, hiện trường chỉ còn lại một phần nhỏ của đuôi máy bay. Thi thể nạn nhân và hành lý bị cháy rụi.

## Đặc điểm kỹ thuật

### Đặc điểm chung (ATR 42-500)
- Sải cánh: 24,57 m
- Chiều dài: 22,67 m
- Chiều cao: 7,59 m
- Diện tích cánh: 54,5 m²
- Động cơ: Pratt & Whitney Canada PW127E (1.790 kW) × 2
- Hành khách: 44-50

### Tính năng hoạt động
- Trọng lượng cất cánh tối đa: 18.600 kg
- Tốc độ bay tiết kiệm nhiên liệu: 556 km/h
- Tầm hoạt động: 2.965 km

| Kích thước                       | ATR 42 |
| -------------------------------- | --- |
| Sức chứa                         | 44-50 |
| Tầm hoạt động ở tải trọng tối đa | 640 hải lý (ATR 42-300) 870 hải lý (ATR 42-500)                                                                               |
| Sải cánh                         | 24,57 m |
| Chiều dài                        | 22,67 m |
| Chiều cao                        | 7,59 m |
| Trọng lượng cất cánh tối đa      | 16.700 kg (ATR 42-300/320) 18.600 kg (ATR 42-500)                                                                             |
| Động cơ                          | Pratt & Whitney Canada 2 × PW120 @ 1800 SHP (ATR 42-300) 2 × PW121 @ 1900 SHP (ATR 42-320) 2 x PW127E @ 2160 SHP (ATR 42-500) |

## Điều bạn chưa biết
- Một thanh chống đuôi phải được sử dụng khi hành khách lên khoang hay rời máy bay, khá hiếm đối với máy bay chở khách, để ngăn mũi chổng lên.
- Máy bay ATR không có một Động cơ phụ (APU), nhưng có một phanh cánh quạt (được gọi là "Hotel Mode". Ở chế độ Hotel mode, động cơ bên phải (động cơ số 2) hoạt động nhưng phanh, không cho cánh quạt quay. Mục đích chế độ này là để cấp khí điều hòa cho hành khách và tổ lái, và cấp điện cho các hệ thống máy bay khi các hệ thống hỗ trợ mặt đất đã được cắt. Lưu ý, ở chế độ này, động cơ hầu như không tạo lực đẩy vì cánh quạt không hoạt động. Điều này giúp giảm nhẹ trọng lượng và chi phi cho một APU.[10] Động cơ được khởi động định kỳ khi bảo dưỡng nhằm đảo bảo hao mòn đồng đều.

## Chủ đề liên quan
- Liên quan
  - ATR 72
- Máy bay tương tự
  - Antonov An-140
  - de Havilland Canada Dash 8
  - Dornier 328
  - Embraer EMB 120 Brasilia
  - Fokker F27 và F50
  - Ilyushin Il-114
  - Saab 2000 và 340
- Dãy
- Danh sách
- Xem thêm